# Nationalmuseum für Militärgeschichte (Angola)

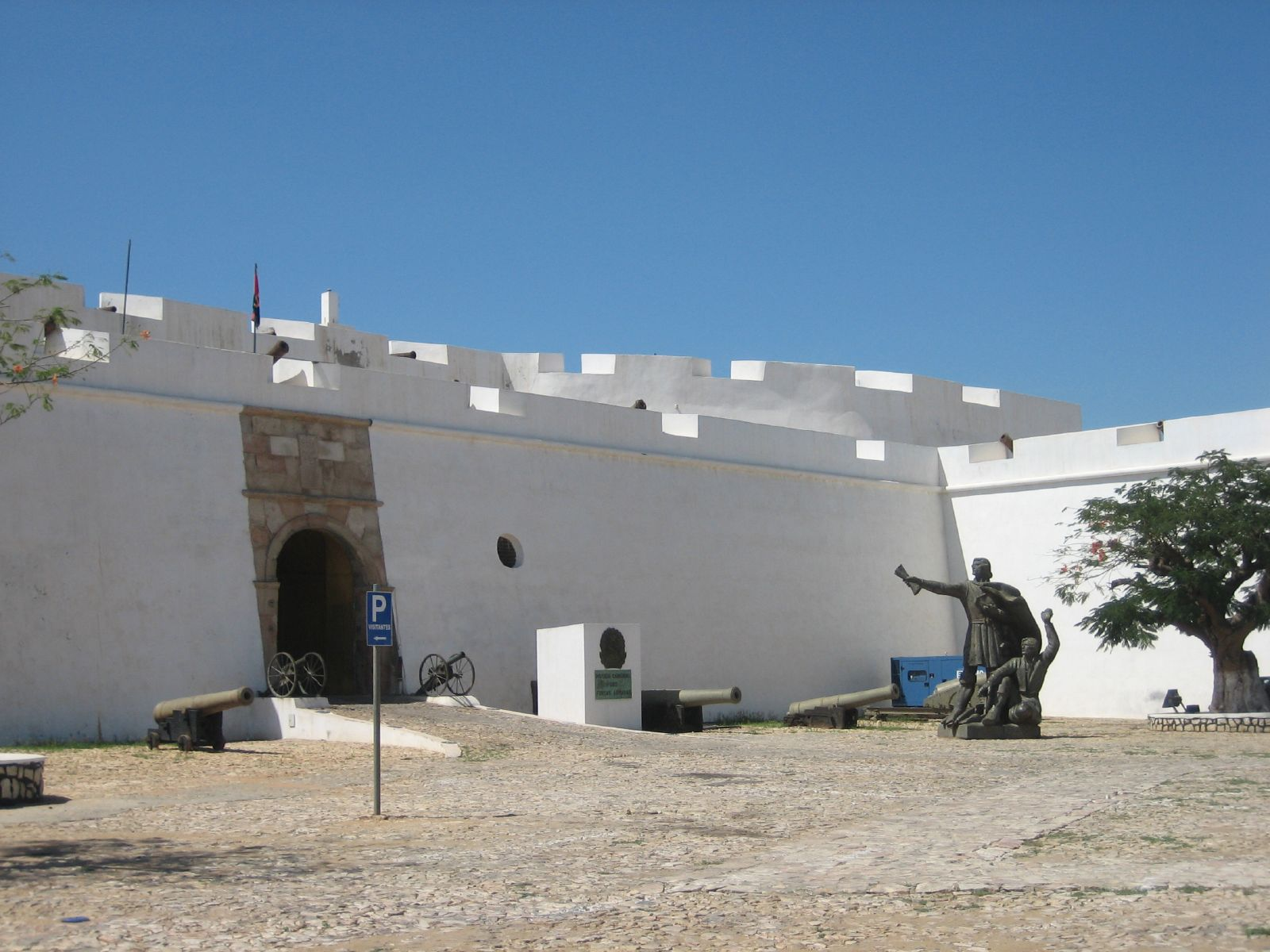
Nationalmuseum für Militärgeschichte in Luanda

Das Nationalmuseum für Militärgeschichte (portugiesisch: Museu Nacional de História Militar) befindet sich in der Festung São Miguel im Zentrum von Luanda. Es thematisiert die militärischen Kämpfe für die Unabhängigkeit von Angola.

## Geschichte
In der im Jahr 1575 von dem ersten portugiesischen Gouverneur Angolas, Paulo Dias de Novais, gebauten Festung wurde am 31. Juli 1978 das Zentralmuseum der angolanischen Streitkräfte (Museu Central das Forças Armadas) eingerichtet. Es befand sich jahrzehntelang in einem desolaten Zustand. Am 4. April 2013 wurde nach einer umfassenden Renovierung das Nationalmuseum für Militärgeschichte eröffnet.

## Ausstellung

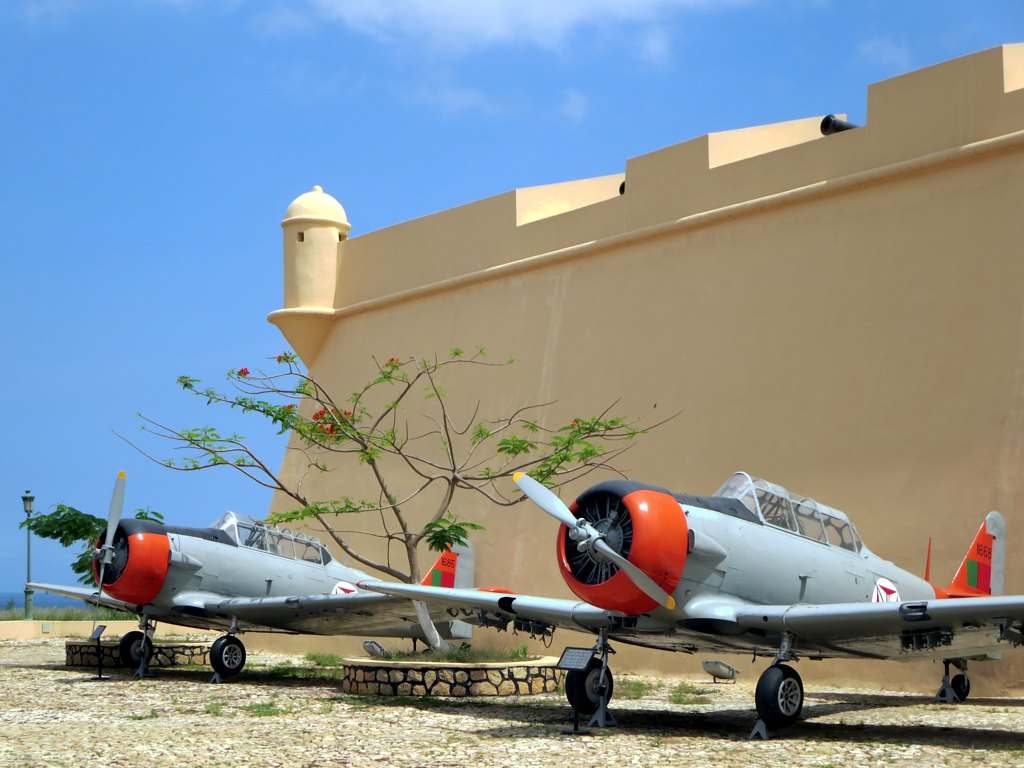
Militärflugzeuge T-6 im Militärmuseum von Luanda

Es werden Militärfahrzeuge der drei Befreiungsbewegungen MPLA, FNLA und UNITA sowie der südafrikanischen Armee, der Rumpf des Jagdflugzeugs Mirage der südafrikanischen Luftwaffe, Artillerieteile und Militärflugzeuge des Typs T-6 der portugiesischen Streitkräfte neben weiterem amerikanischem, russischem, italienischem und britischem Kriegsmaterial gezeigt.
Des Weiteren sind Statuen historischer Persönlichkeiten, die während der portugiesischen Kolonialzeit auf den Plätzen der Stadt verteilt waren, im Museum aufgestellt, u. a. von Diogo Cão, dem ersten Europäer, der 1482 angolanischen Boden betrat, von Paulo Dias de Novais, dem Stadtgründer von Luanda, Vasco da Gama, dem portugiesischen Entdecker des Seewegs nach Indien, von Salvador Correia de Sá, dem portugiesischen Admiral, der Angola im 17. Jahrhundert von der holländischen Besetzung befreite, von Luís de Camões, dem bedeutendsten Dichter der portugiesischen Sprache, sowie am Museumseingang eine große Bronzestatue von Königin Nzinga von Ndongo und Matamba und von Agostinho Neto, dem ersten Präsidenten von Angola.

## Nationalflagge
Ein besonderer Anziehungspunkt ist die gigantische Flagge von 18 × 12 m an einem 75 m hohen Mast mit einem Gewicht von 75 Tonnen, an dessen Spitze sich ein aeronautisches Signallicht befindet. Die Höhe bezieht sich auf das Jahr der Unabhängigkeit des Landes. Die Flagge wird jährlich zu 12 Anlässen gehisst.